# فتح قراختاییان توسط مغول
فتح قراختاییان توسط مغول (انگلیسی: Mongol conquest of the Qara Khitai) امپراتوری مغول قراختاییان (سلسله لیائو غربی) را در سال ۱۲۱۸ میلادی فتح کرد. قبل از تهاجم، جنگ با امپراتوری دولت خوارزمشاهی و غصب قدرت شاهزاده نایمان کوچلک خان، قراختاییان را تضعیف کرده بود.